# آسپاسیا ۴۰۹
سیارک ۴۰۹ (به انگلیسی: 409 Aspasia، نامگذاری:1895CE) چهارصد و نهمین سیارک کشف شده‌است که در ۹ دسامبر ۱۸۹۵ و در نیس کشف شد.
قدر مطلق سیارک برابر ۷٫۶۲ است.